# Shibuya
Shibuya (渋谷区?, Shibuya-ku) è uno dei 23 quartieri speciali di Tokyo. Nel 2008 la popolazione stimata era di 208 371 persone per una densità di 12 960 abitanti per km². La superficie totale del quartiere ammonta a 15,11 km².
Shibuya è senza dubbio una delle zone più dinamiche della città, e si sviluppa attorno all'area della stazione di Shibuya, una delle più affollate della capitale giapponese. Il quartiere è illuminato da megaschermi, presenti su tutti i palazzi della zona, e vi si trova una grande varietà di negozi (soprattutto d'abbigliamento e musica) e ristoranti e love hotel. I giovani di Shibuya si esprimono attraverso l'arte del cosplay e le mode ganguro e kogal, rendendo così il quartiere ancor più colorato e particolarmente caratteristico. È anche uno dei quartieri dove la Yakuza è più presente.
Nel quartiere si trova il parco Yoyogi-kōen ed è eretto anche un monumento dedicato al cane Hachikō vicino all'incrocio di Shibuya, divenuto famoso per la sua fedeltà nei confronti del suo padrone, il professore Hidesaburō Ueno. La statua tuttavia non è l'originale, andata perduta durante la seconda guerra mondiale, ma è una copia riprodotta dal figlio dell'artista originario.

## Storia

### Dal periodo Heian al periodo Edo
L'area fu donata da Minamoto no Yoriyoshi a Kawasaki Motoye, fondatore del clan Shibuya, per i suoi servigi durante la Guerra Zenkunen (前九年の役?, Zenkunen no Eki, lett. Guerra dei nove anni) (XI secolo), e dopo un po' fu chiamata Shibuya-go, distretto di Toshima, Musashi-kuni.
Durante il Medioevo, la Kamakura kaidō (strada Kamakura) attraversò il villaggio di Shibuya e il clan Shibuya costruì il castello di Shibuya. Durante l'epoca Kanbun (XVII secolo) del periodo Edo, Shibuya fu divisa in tre villaggi: "Kami-Shibuya-mura", "Naka-Shibuya-mura" e "Shimo-Shibuya-mura".

### Dal periodo Meiji al periodo Shōwa
Nel 1868 (Keiō 4), le città e i villaggi dell'area dell'attuale rione di Shibuya del periodo Edo furono posti sotto la giurisdizione del governatore della prefettura di Musashi.
Nel 1870 (Meiji 2), i villaggi di Shimo-Shibuya e Naka-Shibuya entrarono a far parte della contea di Toshima (Toshima-gun), prefettura di Tokyo, mentre il villaggio di Kami-Shibuya entrò a far parte della contea di Toshima, prefettura di Shinagawa. Due anni dopo, nel 1872 (Meiji 4), con l'abolizione della prefettura di Shinagawa, anche il villaggio di Kami-Shibuya fu incorporato nel Toshima-gun, prefettura di Tokyo.
Nel 1879 (Meiji 11), con la promulgazione della legge sulla sistemazione delle contee e dei comuni, il Toshima-gun fu diviso in Minami Toshima-gun e Kita Toshima-gun, e i tre villaggi Shibuya di Kami-Shibuya, Naka-Shibuya e Shimo-Shibuya entrarono a far parte del Minami Toshima-gun.
Nel 1885 (Meiji 18) fu inaugurata la linea Shinagawa (poi Yamanote) della Nippon Tetsudō e fu aperta la stazione di Shibuya.
Il villaggio di Shibuya fu istituito nel 1889 dalla fusione dei villaggi di Kami-Shibuya, Naka-Shibuya e Shimo-Shibuya all'interno della contea di Minami-Toshima. Il villaggio copriva il territorio dell'odierna zona della stazione di Shibuya e le aree di Hiroo, Daikanyama, Aoyama e Ebisu.
Sette anni dopo, nel 1896 (Meiji 29), il Minami Toshima-gun si fuse con l'Higashitama-gun per formare il Toyotama-gun, e anche il villaggio di Shibuya fu incorporato nel Toyotama-gun.
Il giorno di Capodanno del 1909 (Meiji 42), il villaggio di Shibuya fu promosso a città di Shibuya, distretto di Toyotama.
Il 1º ottobre 1932 (Shōwa 7) le città di Shibuya, Sendagaya (che comprendeva le moderne aree di Sendagaya, Harajuku e Jingumae) e Yoyohata (che comprendeva le moderne aree di Yoyogi e Hatagaya) nel distretto di Toyotama vengono incorporate nella città di Tokyo, creando il distretto di Shibuya.
La linea Tōkyū Tōyoko è stata inaugurata nel 1932, rendendo Shibuya un terminale chiave tra Tokyo e Yokohama, ed è stata affiancata dal precursore della linea Keiō Inokashira nel 1933 e dal precursore della linea Ginza della Tokyo Metro nel 1938.
Il 1º luglio 1943 la Prefettura di Tokyo e la Città di Tokyo vengono incorporate nel Governo Metropolitano di Tokyo.
Shibuya è diventato un quartiere speciale di Tokyo ai sensi della legge sull'autonomia locale nel 1947.

### Dopoguerra
Durante l'occupazione del Giappone, il parco Yoyogi fu utilizzato come complesso abitativo per il personale statunitense, noto come "Washington Heights". L'esercito americano se ne andò nel 1964 e gran parte del parco fu riutilizzato come sede delle Olimpiadi estive del 1964. Il quartiere stesso servì come parte del percorso di atletica della marcia 50 km e della maratona durante i giochi del 1964.

## Geografia

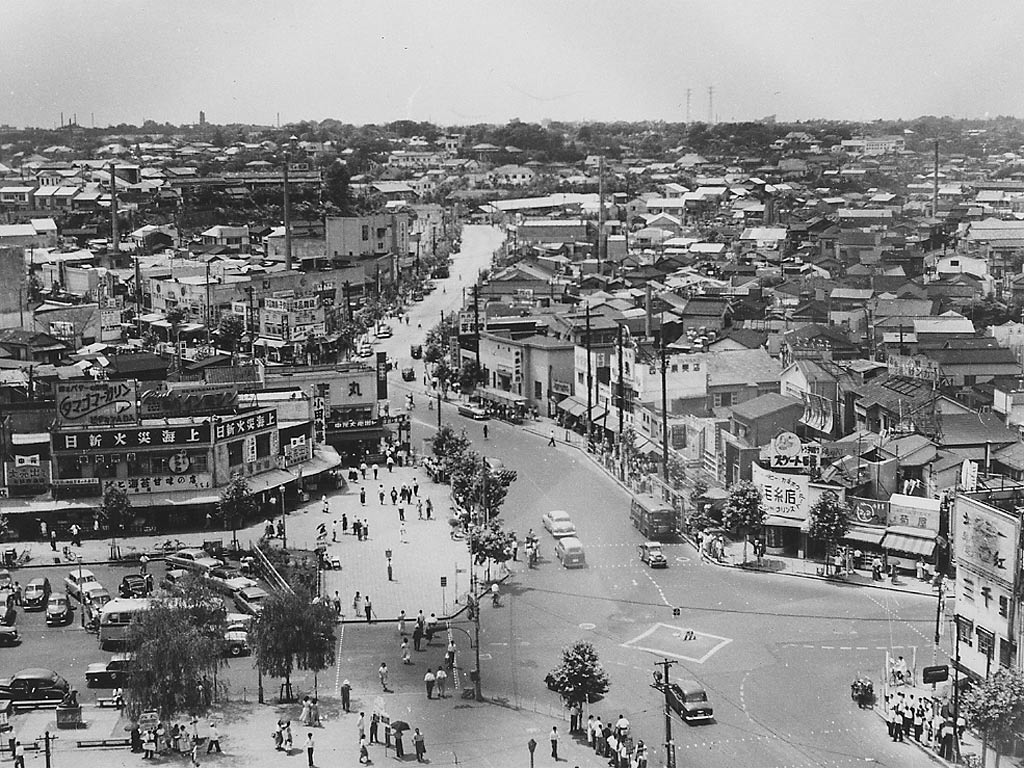
Shibuya nel 1952

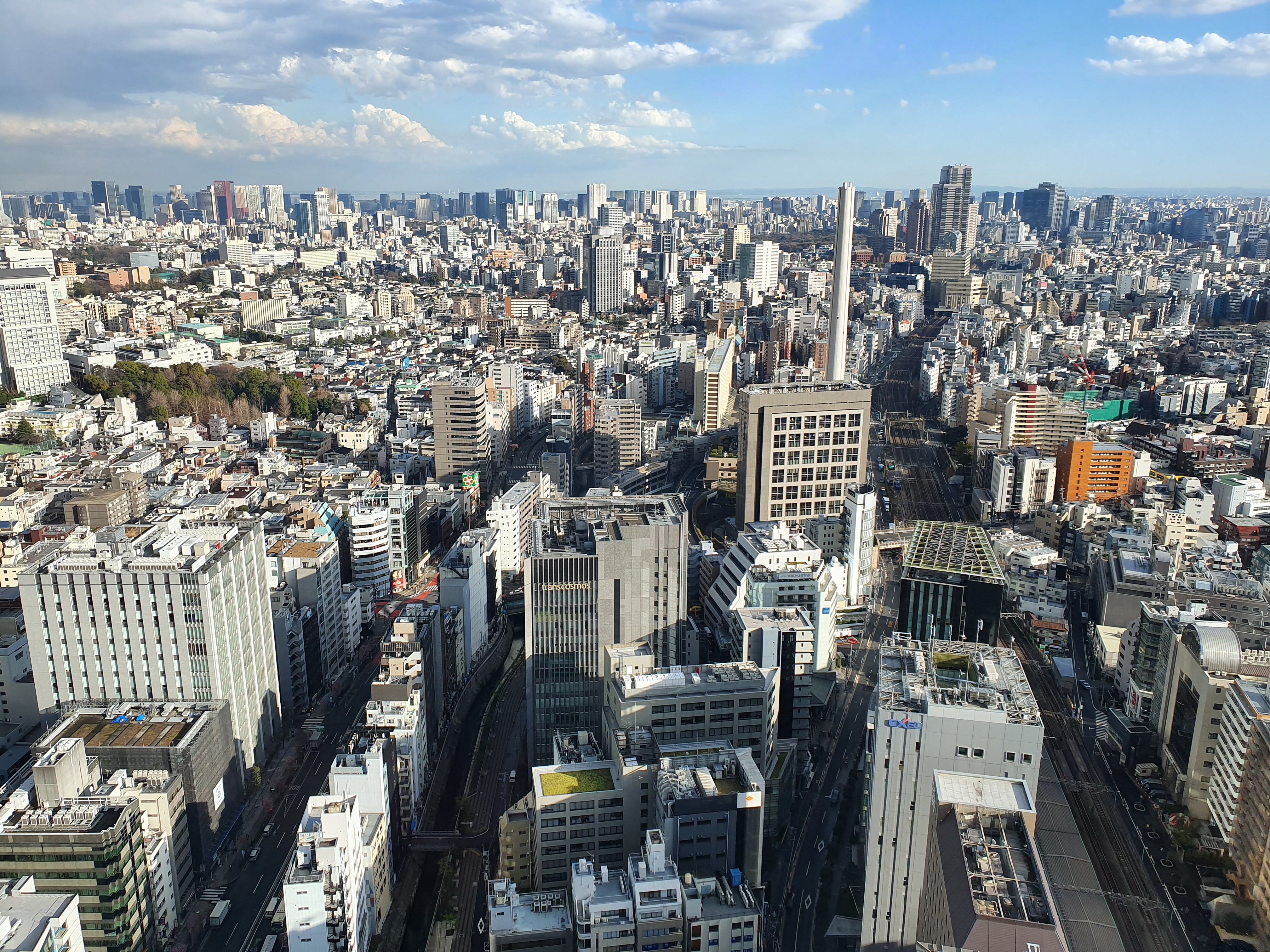
Vista sud di Shibuya nel 2020

Il quartiere speciale di Shibuya si trova nella parte occidentale dei quartieri speciali di Tokyo. I quartieri più importanti di Shibuya sono Harajuku, in centro, Ebisu, a sud e Yoyogi a nord-est. Il territorio comunale di Shibuya confina a nord con quello di Nakano e Shinjuku, con Minato a est, con Shinagawa e Meguro a sud e Setagaya e Suginami a ovest.

### Distretti
Hatagaya
- Sasazuka
- Hatagaya
- Honmachi

Yoyogi
- Uehara
- Ōyamachō
- Nishihara
- Hatsudai
- Motoyoyogichō
- Tomigaya
- Yoyogikamizonochō
- ;Sendagaya:
- Sendagaya
- Jingumae

Ebisu-Ōmukai
- Kamiyamachō
- Jinnan
- Udagawachō
- Shōtō
- Shinsenchō
- Maruyamachō
- Dōgenzaka
- Nanpeidaichō
- Sakuragaokachō
- Hachiyamachō
- Uguisudanichō
- Sarugakuchō
- Daikan'yamachō
- Ebisunishi
- Ebisuminami

Hikawa-Shimbashi
- Shibuya
- Higashi
- Ebisu
- Hiroo

## Attrazioni turistiche

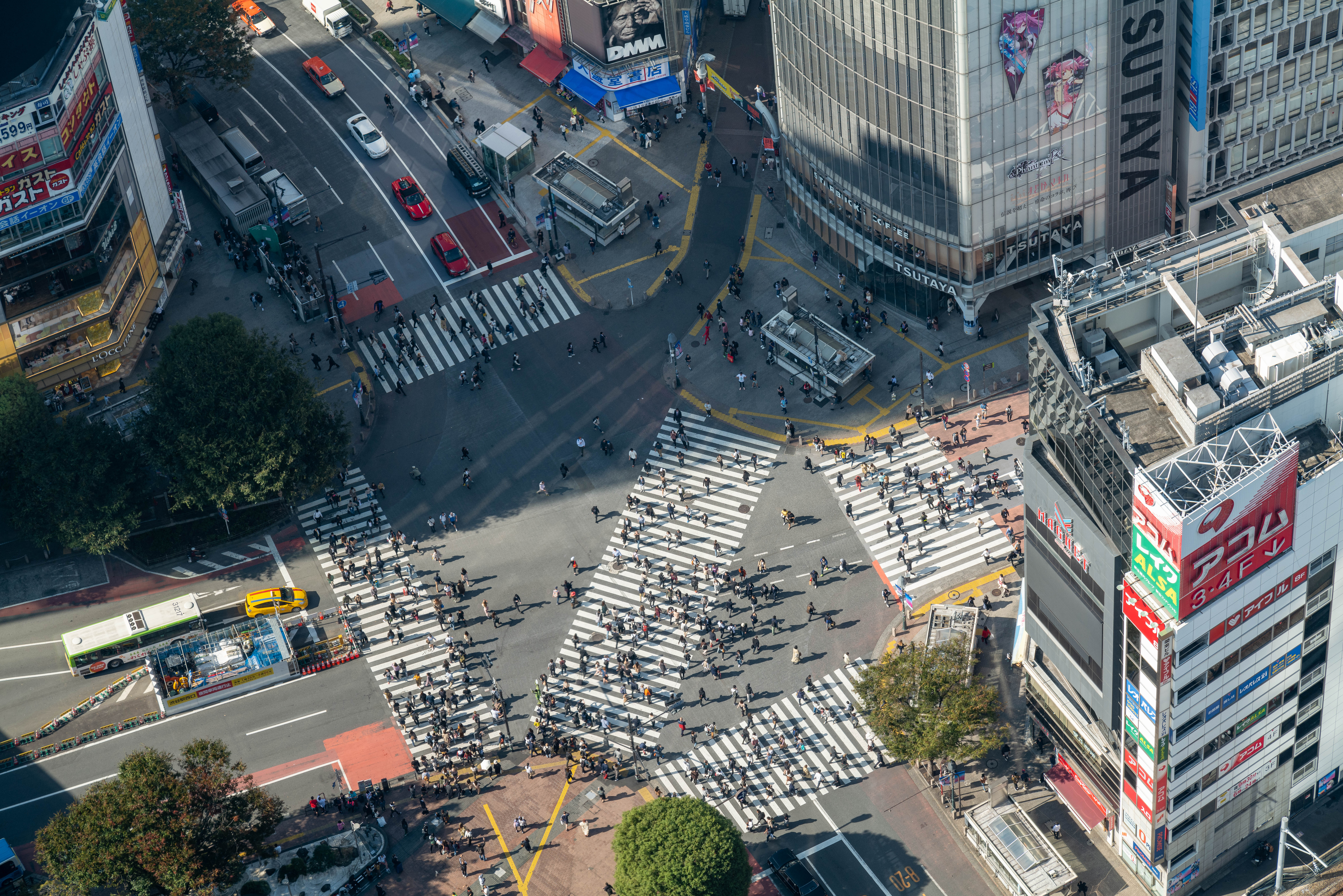
Incrocio di Shibuya

Shibuya è famosa per il suo attraversamento diagonale, chiamato incrocio di Shibuya. Si trova di fronte all'uscita Hachikō della stazione di Shibuya e ferma i veicoli in tutte le direzioni per consentire ai pedoni di inondare l'intero incrocio. L'incrocio di Shibuya è "l'attraversamento pedonale più trafficato del mondo", con oltre 3.000 persone alla volta. La statua di Hachikō, tra la stazione e l'incrocio, è un luogo di ritrovo comune e quasi sempre affollato.
Sul lato sud-ovest della stazione di Shibuya c'è un altro popolare luogo d'incontro con una statua chiamata "Moyai". La statua ricorda una statua Moai ed è stata donata a Shibuya dagli abitanti dell'isola di Nii-jima nel 1980.

### Aree verdi

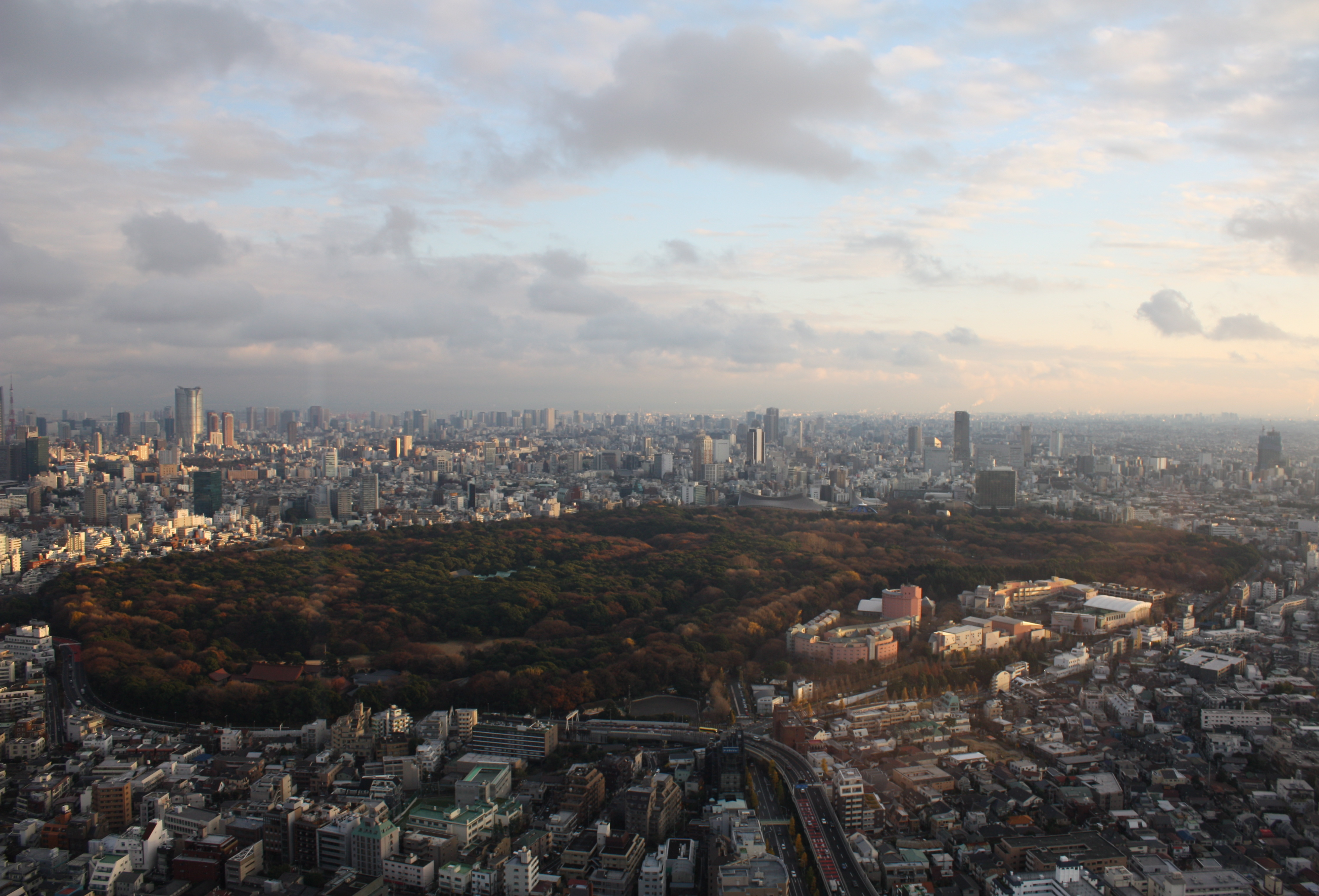
Parco Yoyogi

- Shinjuku Gyo-en, ex giardini imperiali ora aperti al pubblico come parco.
- Yoyogi-kōen, un tempo base di addestramento dell'esercito imperiale giapponese, poi zona residenziale chiamata "Washington Heights" durante l'occupazione del Giappone, poi alloggio per i concorrenti alle Olimpiadi di Tokyo del 1964.

### Cultura
- Museo memoriale d'arte ukiyo-e di Ōta
- Nuovo teatro nazionale di Tokyo
- Shibuya line cube

### Religione

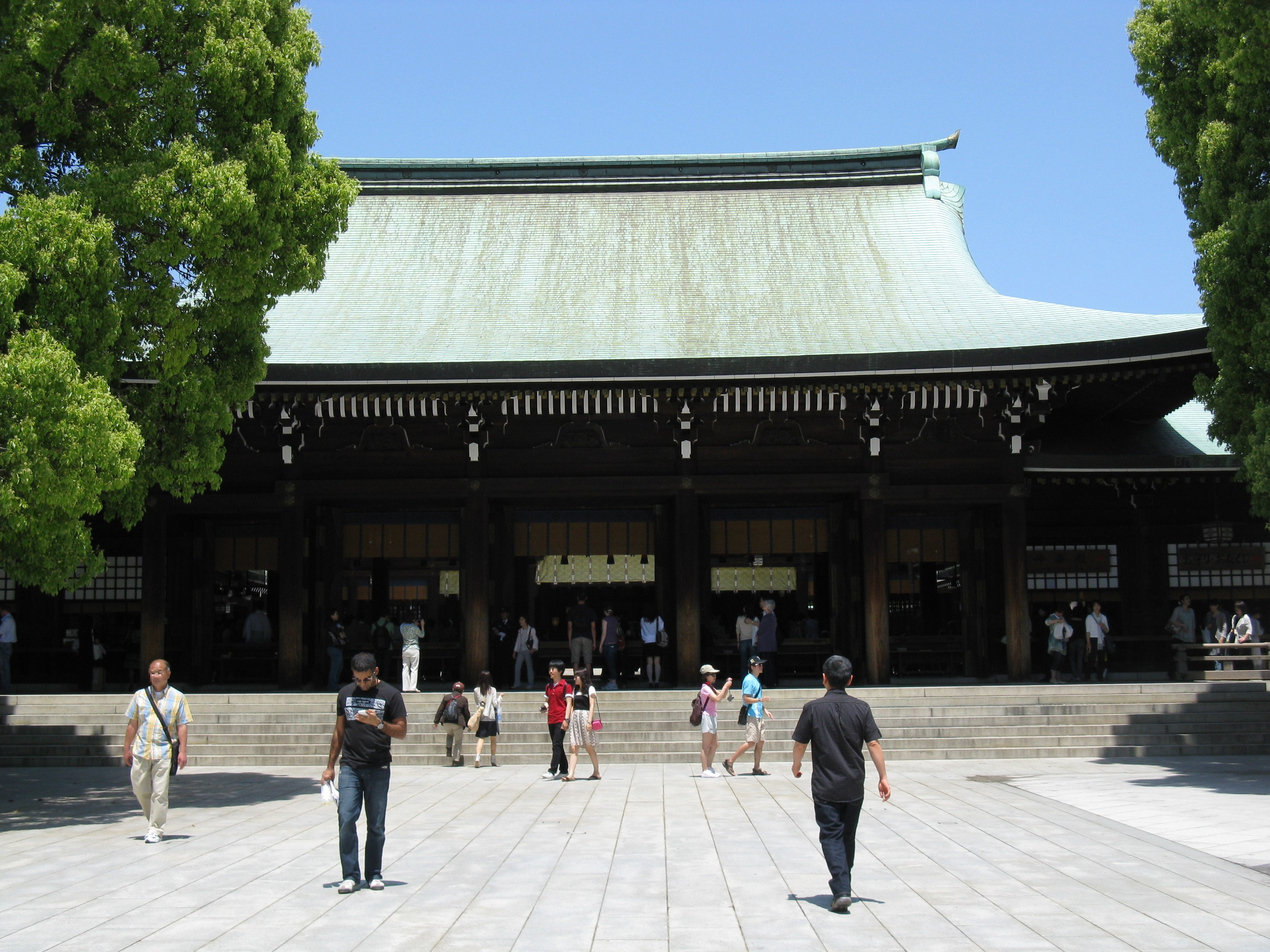
Santuario Meiji

- Santuario Meiji

### Altri

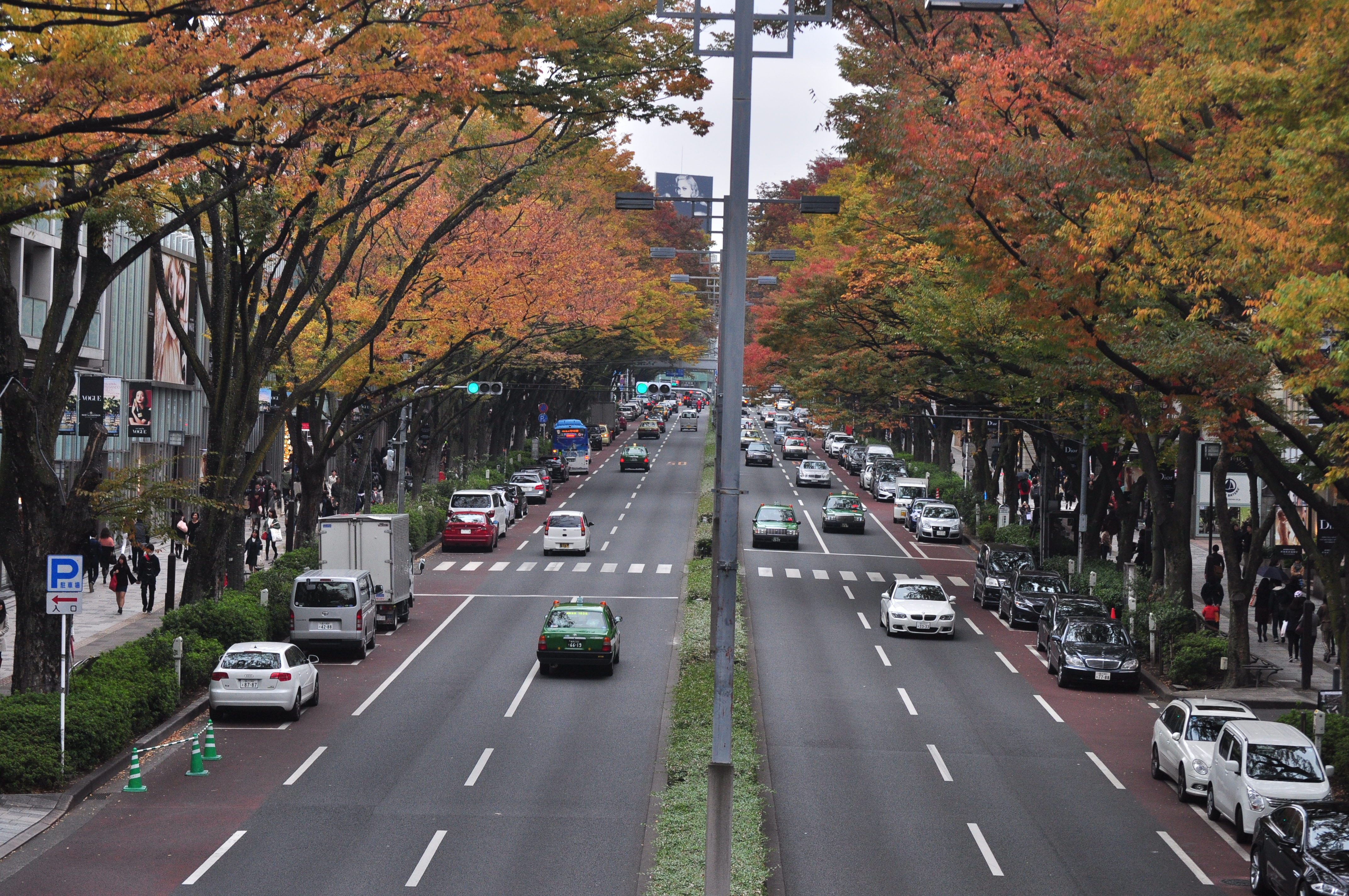
Omotesandō

- Incrocio di Shibuya
- Omotesandō
- NHK Broadcasting Center
- NTT docomo Yoyogi Building
- Tokyo Metropolitan Gymnasium
- Università delle Nazioni Unite
- Yoyogi National Gymnasium

## Politica
Nel 2015, quando il consiglio ha approvato l' "Ordinanza per la promozione del rispetto dell'uguaglianza di genere e della diversità nel quartiere", il quartiere di Shibuya è diventato il primo comune giapponese a rilasciare certificati di unione omosessuale. Da quando il distretto di Shibuya ha approvato l'ordinanza, altri sette comuni in Giappone hanno iniziato a offrire certificati simili.

## Infrastrutture e trasporti

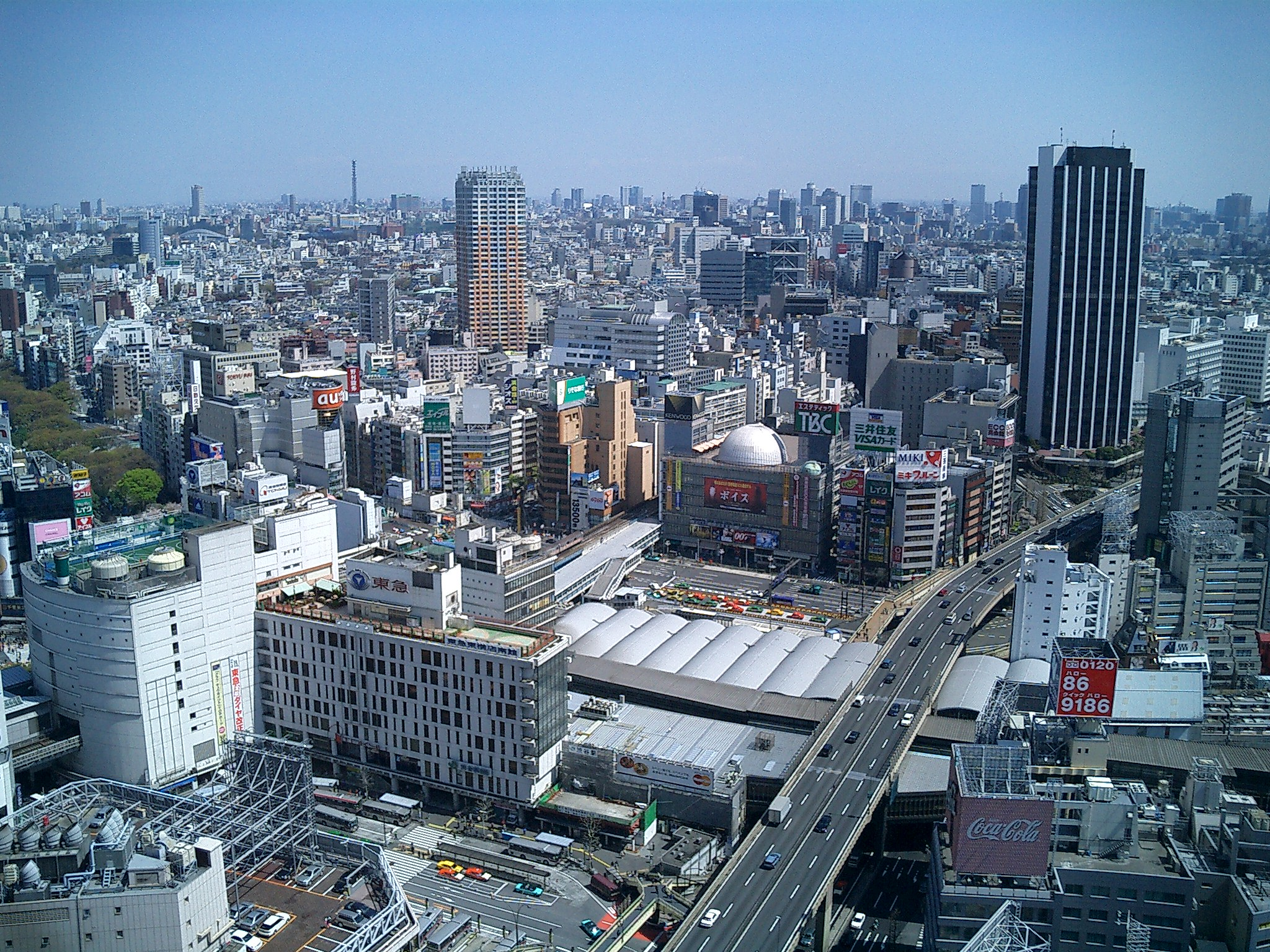
Stazione di Shibuya e la strada Shibuya della Shuto Expressway n. 3 prima della riqualificazione (2003)

Il quartiere di Shibuya è uno dei maggiormente serviti dai capillari collegamenti della città di Tokyo, con 16 linee fra ferroviarie, suburbane e metropolitane. Presso il quartiere passa anche l'autostrada Shuto e due strade statali.

### Ferrovie
La stazione centrale del quartiere è la stazione di Shibuya. Presso questa e altre stazioni, passano le seguenti linee:
 JR East
 Linea Yamanote (stazioni di Yoyogi, Harajuku, Shibuya e Ebisu)
 Linea Chūō-Sōbu (stazioni di Yoyogi e Sendagaya)
 Linea Shōnan-Shinjuku (stazioni di Shinjuku, Shibuya e Ebisu)
 Linea Saikyō (stazioni di Shinjuku, Shibuya e Ebisu)
 Metropolitana di Tokyo
 Linea Ginza (stazione di Shibuya)
 Linea Hibiya (stazione di Ebisu)
 Linea Chiyoda (stazioni di Meiji Jingūmae, Yoyogi Kōen e Yoyogi Uehara)
 Linea Hanzōmon (stazione di Shibuya)
 Linea Fukutoshin (stazioni di Shibuya, Meiji Jingūmae, Kitasandō)
 Ufficio metropolitano del trasporto di Tokyo (Tōei)
 Linea Shinjuku  (stazione di Shinjuku)
 Linea Ōedo (stazioni di Shinjuku (a Yoyogi), Yoyogi, Kokuritsu Kyōgi-jō)
 Tōkyū Corporation
 Linea Tōkyū Tōyoko (stazioni di Shibuya e Daikanyama)
 Linea Tōkyū Den-en-toshi (stazioni di Shibuya e Ikejiri Ōhashi)
 Keiō Corporation
 Linea Keiō Inokashira (stazioni di Shibuya e Shinsen)
 Linea Keiō (stazione di Sasazuka)
 Nuova linea Keiō (stazioni di Hatsudai, Hatagaya e Sasazuka)
 Ferrovie Odakyū
 Linea Odakyū Odawara (stazioni di Minami Shinjuku, Sangubashi, Yoyogi Hachiman e Yoyogi Uehara)

### Strada
- Shuto Expressway
  - Percorso N.3 Shibuya (Tanimachi JCT – Yoga)
  - Percorso N.4 Shinjuku (Miyakezaka JCT – Takaido)
- Autostrade nazionali
  - Autostrada Nazionale 20 (Kōshū Kaidō), verso Chūō o Shiojiri
  - Autostrada nazionale 246, verso Chiyoda o Numazu

## Relazioni internazionali

### Gemellaggi
Üsküdar, Istanbul, Turchia

### Missioni diplomatiche
- Emirati Arabi Uniti
- Bulgaria
- Burkina Faso
- Rep. del Congo
- Costa d'Avorio
- Croazia
- Rep. Ceca
- Danimarca
- Estonia
- Guinea
- Iraq
- Giordania

- Lettonia
- Libia
- Malaysia
- Mongolia
- Nuova Zelanda
- Oman
- Perù
- Turchia
- Turkmenistan
- Uganda
- Vietnam

## Opere ambientate a Shibuya

### Film
- Mosura
- Gamera 3 - Iris kakusei
- Gojira × Megaguirus - G shōmetsu sakusen
- Nihon chinbotsu
- Pornostar
- Hanamizuki
- Resident Evil: Afterlife
- Galcir

### Manga
- Alice in Borderland
- GALS!
- Angelic Layer
- Jujutsu kaisen - Sorcery Fight
- Tonkatsu DJ Agetarō
- Tokyo Revengers

### Romanzo
- Love & Pop
- The Devil Is a Part Timer!

### Anime
- The Boy and the Beast
- The Idolmaster Cinderella Girls
- Seraph of the End
- Weathering with You: Il luogo in cui si trova un edificio abbandonato con un piccolo cancello torii, rappresentato come una tappa fondamentale della storia.
- Il giardino delle parole: Shinjuku Gyo-en è il parco dove si rifugia il protagonista.
- Eiga Healin' Good ♥ Pretty Cure - Yume no machi de kyun! tto GoGo! Daihenshin!!
- Jujutsu Kaisen

### Videogiochi
- The World Ends with You
- NEO: The World Ends with You
- Chaos;Head
- Chaos;Child
- 428: Shibuya Scramble
- Persona 5
- Hatsune Miku: Colorful Stage!
- Tokyo Mirage Sessions ♯FE
- Bayonetta 3

## Galleria d'immagini

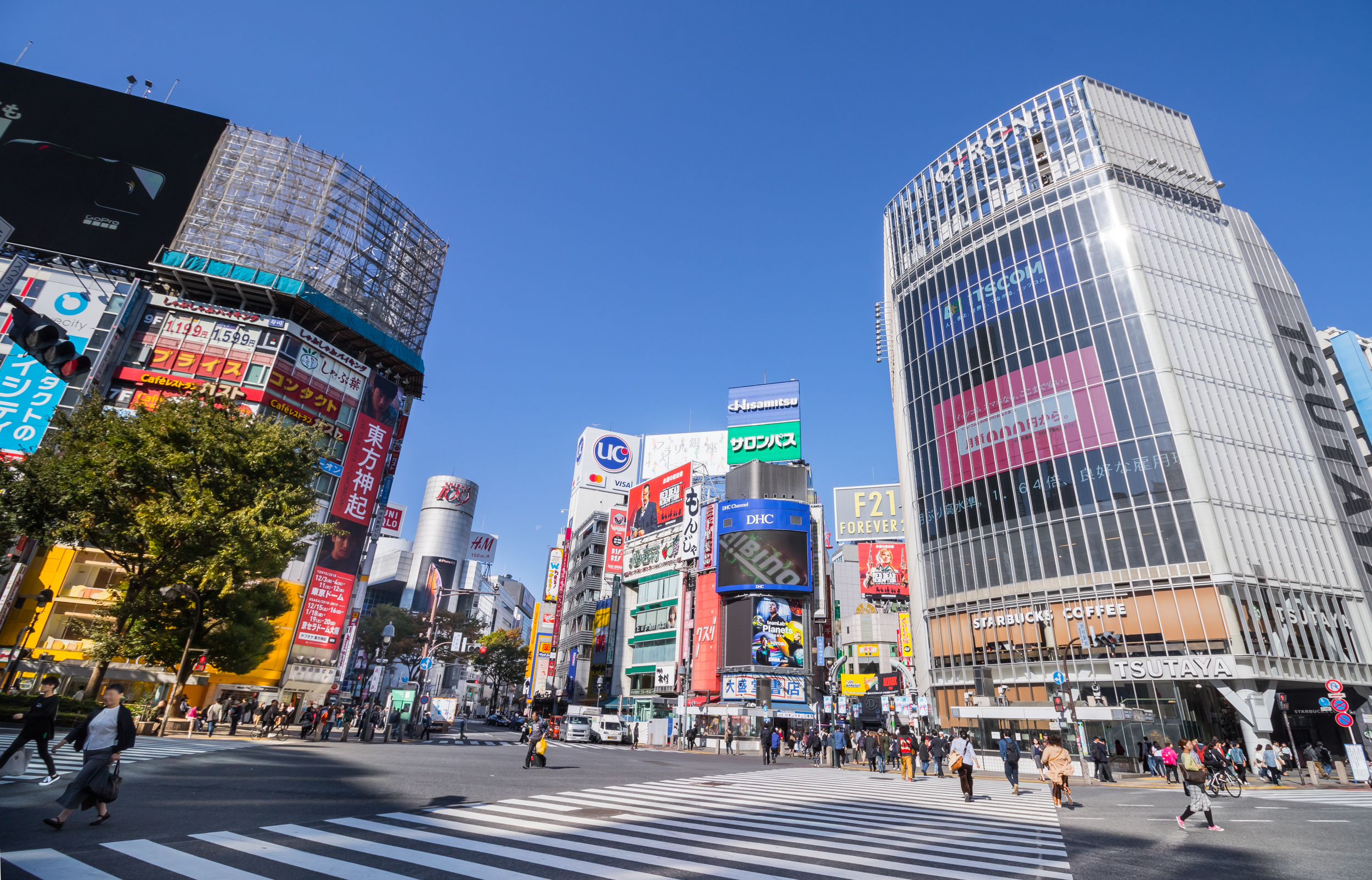
Incrocio di Shibuya a livello del suolo
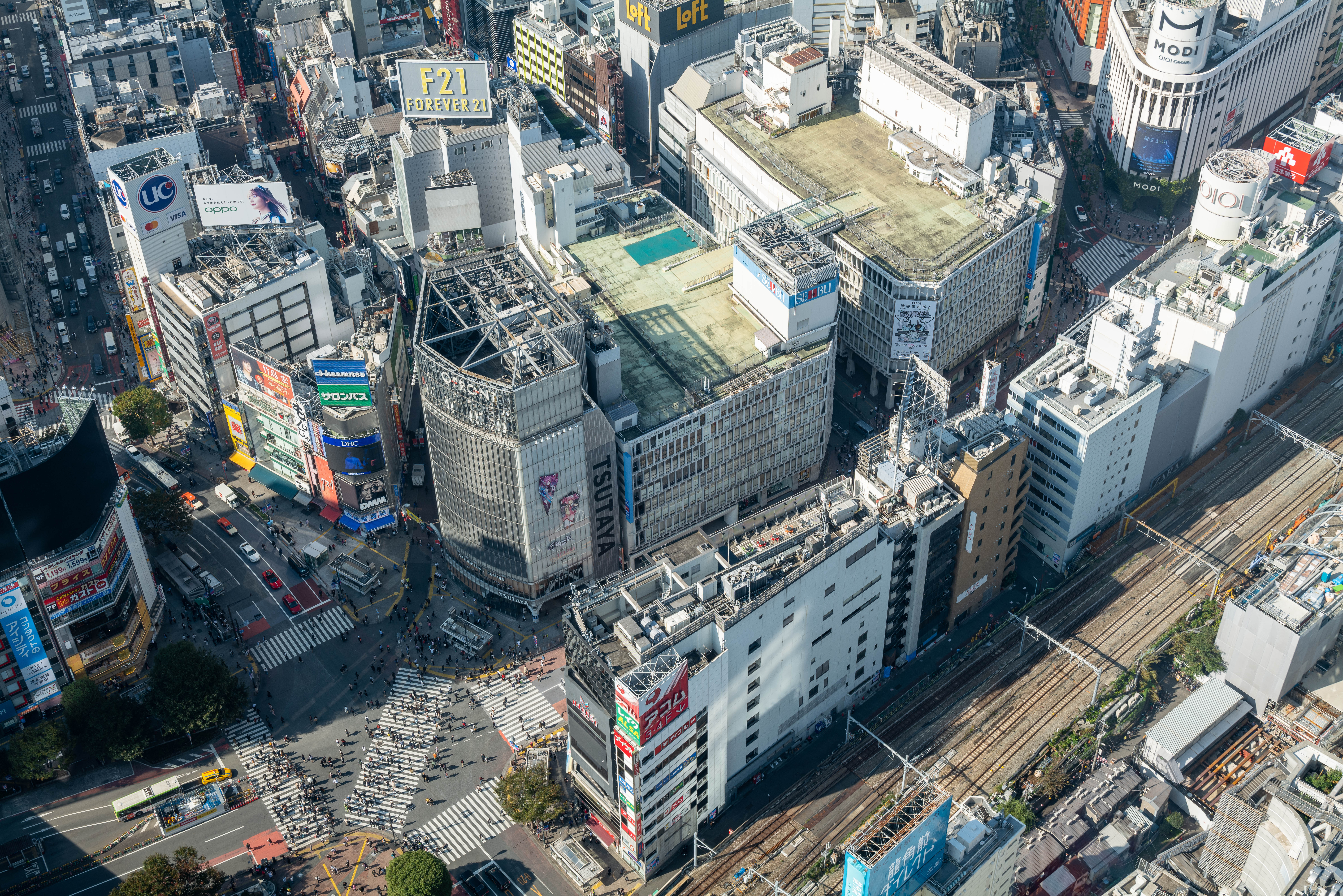
Vista dell'incrocio dallo Sky View
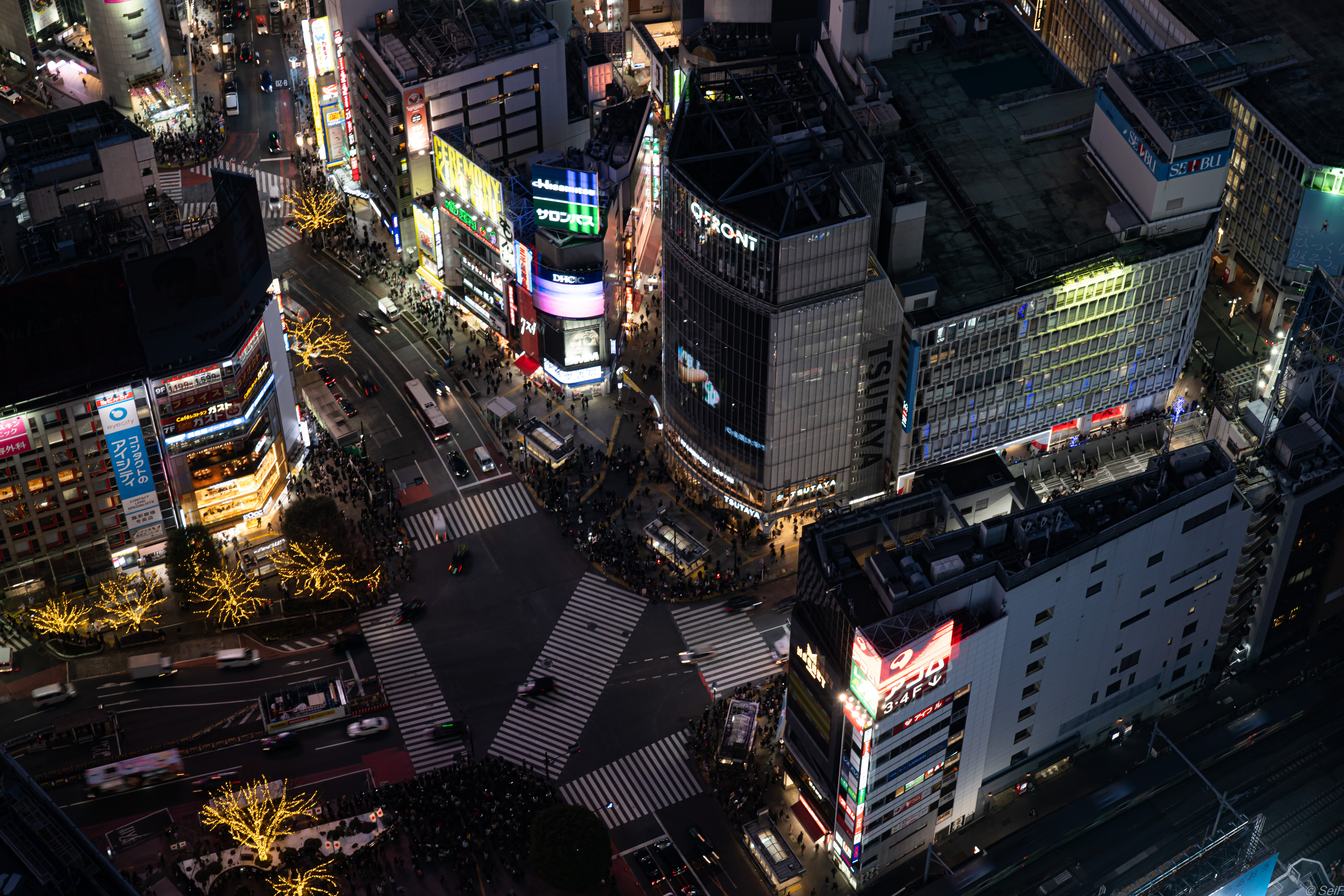
Incrocio di Shibuya di notte
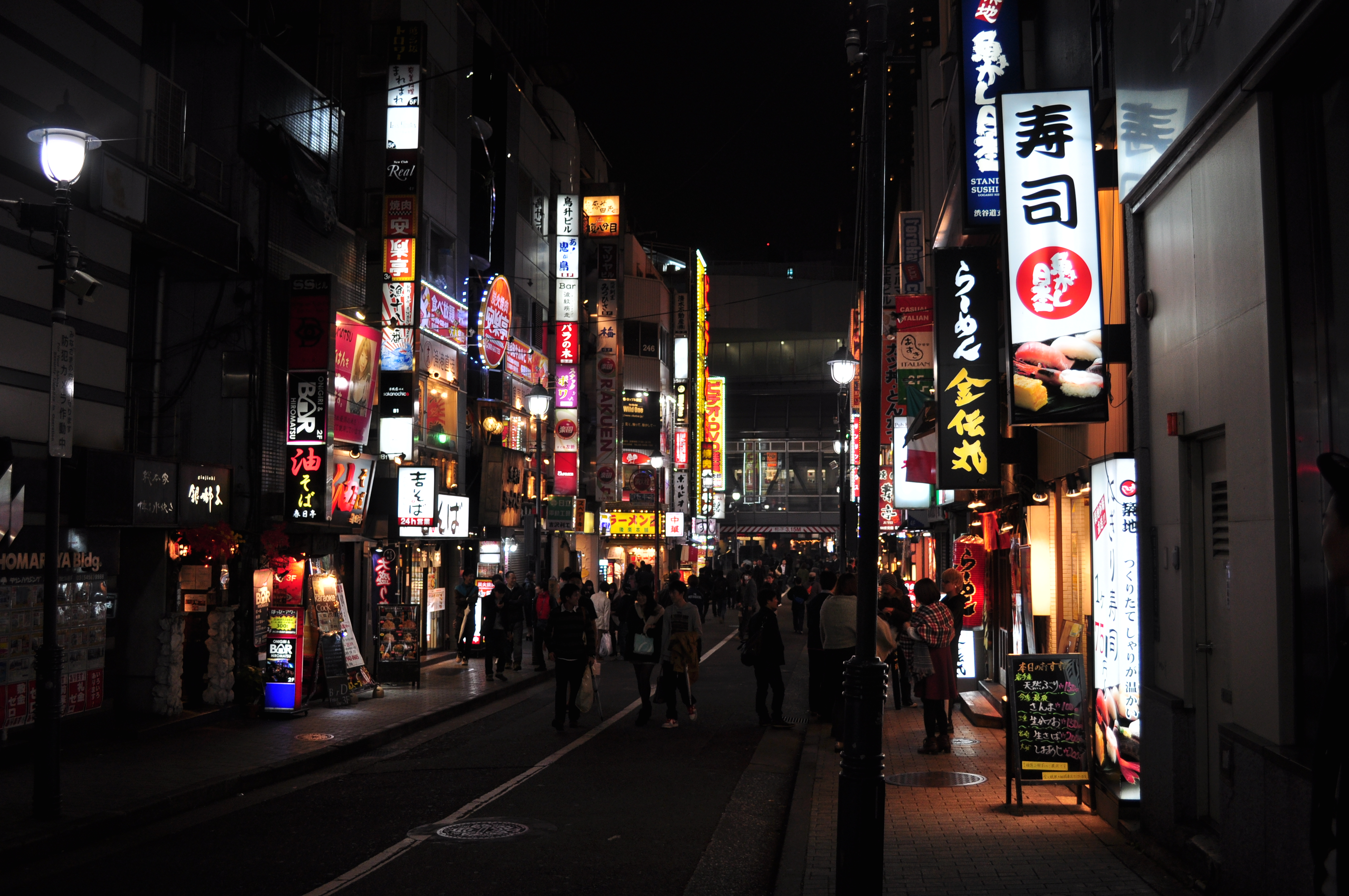
Strade di Shibuya di notte
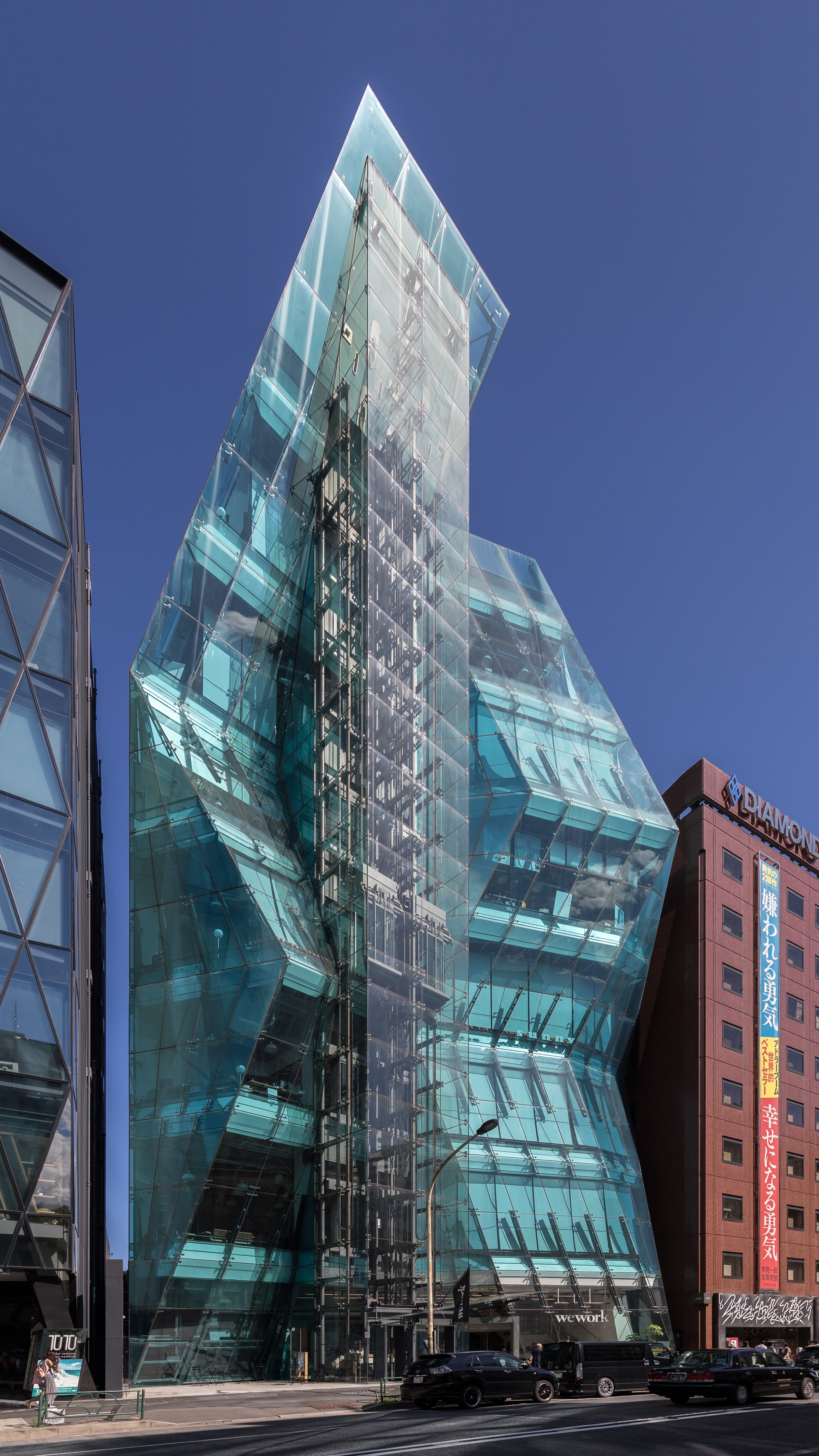
l'edificio "The Iceberg" a Shibuya